# Adolph Woermann
Adolph Woermann, né le 10 décembre 1847 à Hambourg et mort le 4 mai 1911 à Grönwohld près de Trittau, est un marchand, armateur et homme politique allemand, qui a également contribué à l'établissement de colonies allemandes en Afrique. En son temps, il était le plus grand négociant allemand en Afrique de l'Ouest et avec sa Woermann-Linie, le plus grand armateur privé au monde. Des études récentes l'ont accusé d'avoir fondé sa fortune sur l'exploitation et le profit de la guerre.

## Biographie
Adolph Woermann était le deuxième fils du commerçant et fondateur de l'armateur Carl Woermann. Il a fréquenté l'école de sciences du Johanneum à Hambourg et a suivi une formation commerciale. Pendant cinq ans, il a fait son apprentissage dans différents établissements de commerce international, notamment dans les factoreries d'Afrique de l'Ouest de la maison Woermann. Comme son frère aîné Karl Woermann n'était pas intéressé par le commerce de détail et se consacrait à l'histoire de l'art, Adolph Woermann devint à la place associé de l'entreprise commerciale de son père, C. Woermann, en 1874. En 1879, Adolph Woermann fut nommé à la Chambre de commerce de Hambourg, où il siégea jusqu'en 1908, dont 1883/84 et de 1899 à 1902 en tant que président. Après la mort de son père, Adolph Woermann reprit entièrement l'entreprise C. Woermann en 1880 et la dirigea jusqu'à sa mort en 1910. 
De 1880 à 1904, il fut membre du parlement de Hambourg, où il rejoignit le groupe de la droite. De 1884 à 1890, il a été élu au Reichstag pour le parti national-libéral en tant que l'un des trois députés de Hambourg dans la circonscription électorale de la ville libre et hanséatique de Hambourg 3. En 1890, il fut nommé au tout nouveau Conseil colonial, un organe consultatif pour les questions coloniales qui contribua à définir les grandes lignes de la politique coloniale allemande. En 1891, Adolph Woermann devint, avec F. Laeisz, président du conseil de surveillance du chantier naval Blohm + Voss.
Le fils aîné d'Adolph Woermann, Carl Woermann (1886-1950), s'intéressait moins à l'entreprise familiale et exploitait à la place une grande ferme dans le sud-ouest africain allemand, l'actuelle Namibie (Farm Gras, aujourd'hui Gras Game Lodge). Après la mort d'Adolph Woermann, l'entreprise a donc été reprise par son demi-frère Eduard Woermann (1863-1920) et, plus tard, par le deuxième fils d'Adolph, Kurt Woermann (1888-1951). La fille d'Adolph, Hedwig Woermann, est devenue sculptrice, peintre et artisane d'art. Sa femme Gertrud († 1945) créa après sa mort la fondation à la mémoire d'Adolph Woermann à Hambourg, qui existe encore aujourd'hui.
Adolph Woermann a été inhumé sur la tombe de sa famille au cimetière d'Ohlsdorf, carré Q 24.

## Afrikahandel de C. Woermann
La société C. Woermann, reprise par Adolph Woermann, avait à l'origine fait le commerce de toiles westphaliennes en Afrique. Plus tard, elle s'était mise à échanger principalement de l'eau-de-vie, des armes et de la poudre à canon provenant de l'Empire allemand contre de l'huile de palme et du caoutchouc. Ces échanges, en particulier le commerce d'eau-de-vie, qui s'est fortement développé sous Adolph Woermann, ont été très controversés et ont fait l'objet de plusieurs débats au Reichstag. Le 14 mai 1889, Adolf Stoecker a déposé une motion portant exclusivement sur l'interdiction ou la limitation des exportations d'eau-de-vie vers l'Afrique de l'Ouest. Lors du débat, Woermann fit remarquer que les distilleries d'eau-de-vie étaient critiquées en Afrique alors qu'elles étaient en même temps considérées comme "quelque chose de si utile" en Allemagne, et s'exprima plus loin :

« Ce commerce d'eau-de-vie en Afrique est considéré avec la plus grande jalousie par un certain nombre d'autres nations, voire par presque toutes les autres nations. C'est grâce à cela que les Allemands ont pu s'implanter dans le commerce en Afrique de l'Ouest et qu'ils ont pu s'établir si solidement dans le commerce africain qu'ils y ont maintenant une puissance tout à fait importante, et que le commerce allemand en Afrique de l'Ouest joue un rôle tout à fait important, ... - Adolph Woermann : Procès-verbal du Reichstag, 67e séance du 14 mai 1889, p. 1743 »

## Naissance des colonies africaines
En juin 1883, Adolph Woermann rédigea un mémoire dans lequel le commerce hanséatique s'engageait pour une nouvelle politique africaine et demandait la protection de l'Empire allemand. La lettre fut adoptée par la Chambre de commerce de Hambourg et transmise au gouvernement du Reich. Outre la protection du commerce contre la concurrence anglaise et française et l'élimination du commerce intérieur africain, il était également demandé "l'acquisition d'une bande côtière en Afrique de l'Ouest pour y fonder une colonie commerciale Biafra Bai", c'est-à-dire sur la côte de l'actuel Cameroun ou du sud-est du Nigeria.
En raison de sa grande réputation, Adolph Woermann réussit à imposer ces positions et ces objectifs, tout en étant conseiller du chancelier Otto von Bismarck à partir de 1883.
Le 12 juillet 1884, un traité fut conclu avec le chef de la tribu africaine des Duala, le roi Bell. Celui-ci transférait la souveraineté, le pouvoir législatif et l'administration du territoire de départ du Cameroun à C. Woermann et à l'entreprise Jantzen & Thormählen (fondée en 1874 par deux anciens employés de C. Woermann). Le contrat fut confirmé le 15 juillet 1884 avec douze autres chefs de tribus africaines du Cameroun. Afin de garantir le commerce de l'huile de palme, ces régions furent placées sous la "protection" de l'Empire (appelées "zones protégées allemandes"). Les contrats ont été conclus dans une factorerie de C. Woermann et signés du côté allemand, entre autres, par Eduard Woermann, un frère cadet d'Adolph Woermann. Afin de régler de manière contraignante le partage de l'Afrique entre les grandes puissances, la conférence de Berlin s'est tenue du 15 novembre 1884 au 23 février 1885, à laquelle Adolph Woermann a participé.
Les commerçants de l'entreprise hambourgeoise Woermann, en collaboration avec des fonctionnaires coloniaux et des militaires, planifièrent d'expulser les habitants du fleuve Cameroun et de contrôler le commerce intermédiaire avec les fournisseurs d'huile de palme de l'arrière-pays. En Afrique, il y avait deux trésors à exploiter, expliquait Adolph Woermann, senior de la maison de commerce, "la fertilité du sol et la force de travail de plusieurs millions de nègres".

## Naissance de la ligne Woermann et de la ligne allemande d'Afrique de l'Est

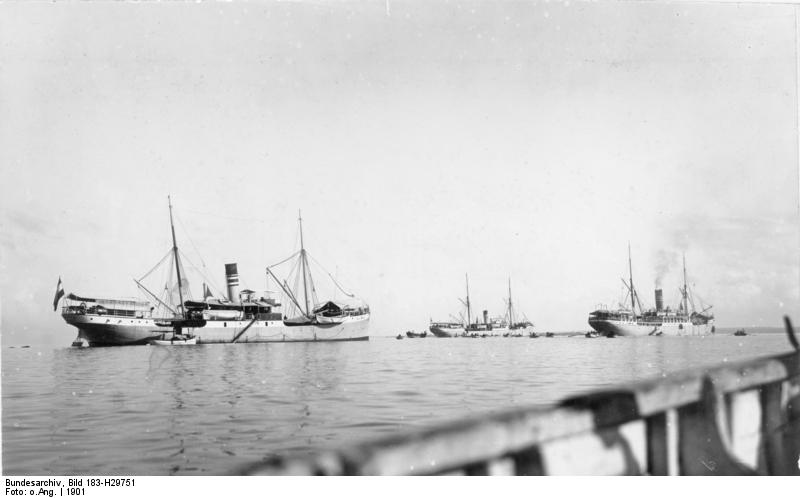
Bateau à vapeur de la Deutsche Ost-Afrika Linie dans le port de Zanzibar, 1901

En 1880, lorsque Adolph Woermann reprit l'entreprise commerciale C. Woermann, celle-ci possédait douze voiliers et un bateau à vapeur. Ils servaient exclusivement au transport des marchandises de l'entreprise. Au cours des années suivantes, les voiliers furent peu à peu vendus et remplacés par d'autres bateaux à vapeur - les "Woermanndampfer", qui portaient surtout le nom de membres de la famille. À partir de 1882, une liaison maritime régulière fut établie avec le Nigeria, et à partir de 1884, une liaison régulière avec le Cameroun. En 1885, tous les navires furent séparés dans une entreprise propre, la Afrikanische Dampfschiffs-Aktiengesellschaft, connue sous le nom de Woermann-Linie (couleurs : vert, blanc, bleu, blanc, vert sur fond noir). En 1891, elle étendit son commerce à l'Afrique du Sud-Ouest allemande (l'actuelle Namibie) et en 1896, elle mit en place un service régulier le long de toute la côte ouest de l'Afrique. 

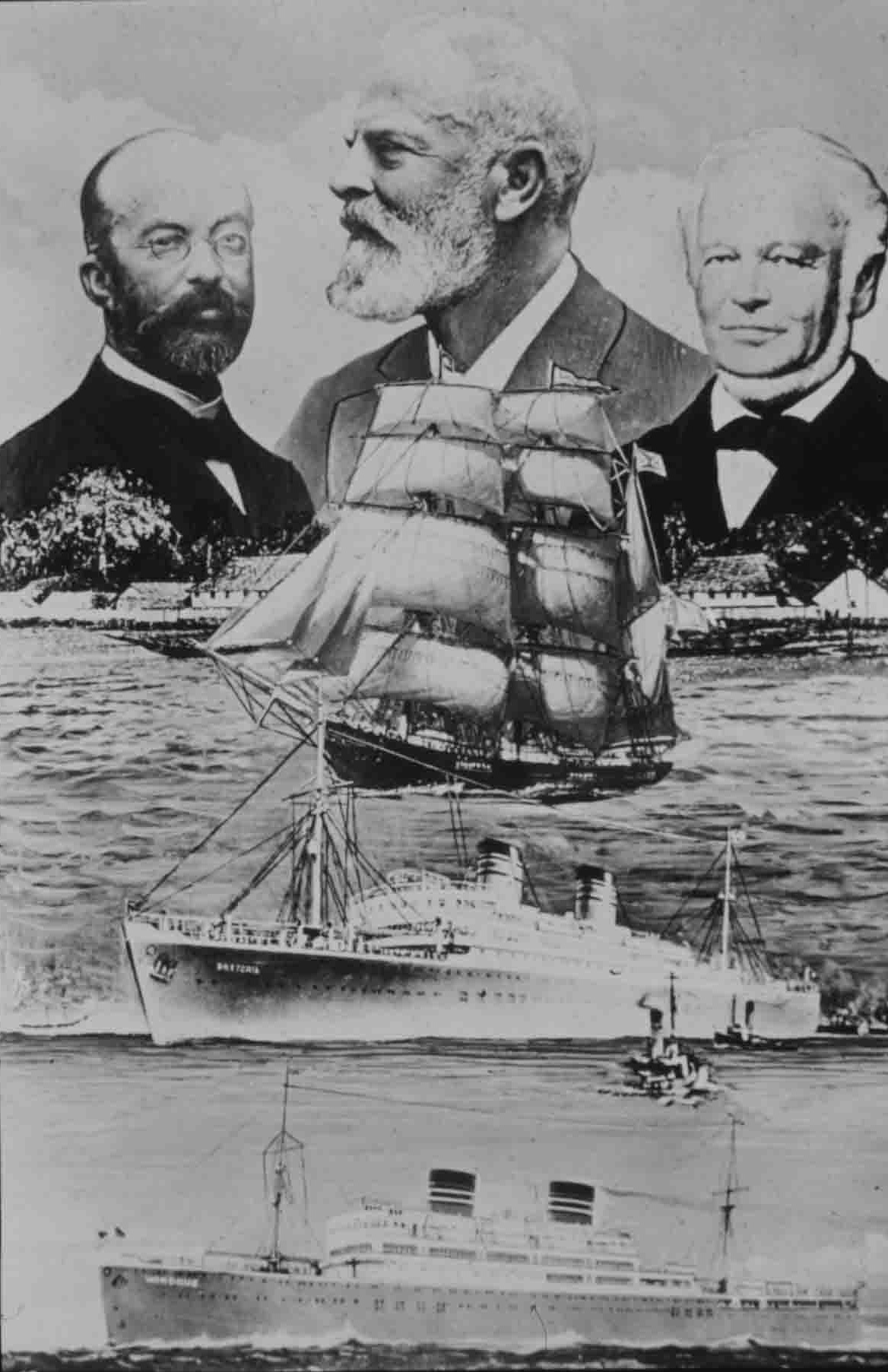
"Maison Woermann" : maison de commerce et compagnie maritime

En 1888, le gouvernement du Reich demanda à Adolph Woermann d'élaborer des plans pour la création d'une ligne de navigation à vapeur vers l'Afrique de l'Est, car les transports de marchandises, en particulier, n'étaient possibles qu'irrégulièrement avec les liaisons maritimes existantes à l'époque et duraient souvent des mois. Adolph Woermann présenta ses propositions au gouvernement. Mais ce n'est qu'en janvier 1890 que le chancelier du Reich, après approbation du Reichstag, lança un appel d'offres pour une subvention de 900.000 marks à une entreprise allemande qui mettrait en place une ligne maritime vers l'Afrique de l'Est pendant dix ans. Aucune entreprise intéressée ne se présenta, peut-être parce que l'on savait que le Norddeutscher Lloyd enregistrait des pertes financières sur ses lignes subventionnée. Au lieu de cela, plusieurs banques allemandes et commerçants hambourgeois (dont les entreprises Woermann, F. Laeisz, August Bolten et Hansen & Co) formèrent un consortium qui, le 19 avril 1890, créa la Deutsche Ost-Afrika Linie (DOAL ; couleurs : noir-blanc-rouge-blanc-noir sur fond jaune). Adolph Woermann ne participait certes qu'à hauteur de 2,5 % du capital de fondation (6 millions de marks). Mais en raison de l'expérience de la ligne Woermann en Afrique, les propriétaires de C. Woermann ont repris la direction de l'entreprise. Adolph Woermann lui-même devint président du conseil de surveillance, Eduard Woermann et Eduard Bohlen de la famille Woermann formèrent le conseil d'administration. En pratique, la ligne Woermann et la DOAL étaient donc sous la même direction entrepreneuriale.

## Révolte des Hereros
Le 11 janvier 1904, la révolte des Hereros a éclaté en Afrique du Sud-Ouest allemande (Namibie). À l'époque, la seule compagnie maritime proposant une liaison régulière vers le sud-ouest africain était la ligne Woermann. Ainsi, les transports militaires, au total 15.000 soldats et 11.000 chevaux pendant la guerre, se faisaient presque exclusivement par la ligne Woermann.

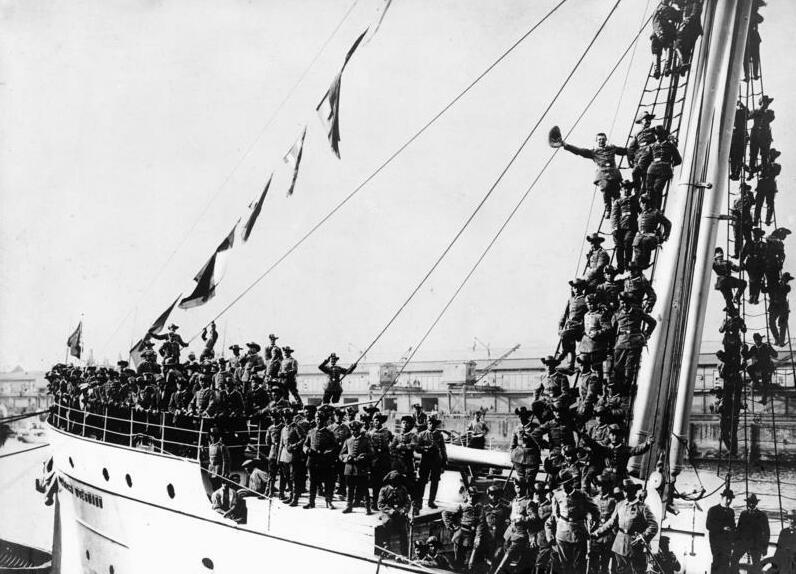
Départ "Alexandra Woermann" 1904

Lorsque le budget de la guerre fut débattu au Reichstag en mars 1906, le député du parti centriste Matthias Erzberger révéla que la ligne Woermann avait facturé au Reich près de 6 millions de Reichsmark en frais de transport excessifs et en frais d'escale incohérents pendant la guerre. Adolph Woermann aurait ainsi été l'un des plus grands profiteurs de la guerre contre les Hereros. Albert Ballin, directeur de la HAPAG, prit la défense d'Adolph Woermann en affirmant que les frais plus élevés avaient été justifiés par des coûts extraordinaires. L'empereur Guillaume II ne voulut néanmoins plus recevoir Adolph Woermann lors de ses visites à Hambourg.

## Poursuite du développement des entreprises
Au tournant du siècle, la pression de la concurrence dans les affaires africaines s'était accrue, surtout en raison de la ligne africaine Hambourg-Brême nouvellement créée. En 1907, Woermann a donc dû fusionner avec HAPAG, la plus grande compagnie maritime de l'empire à l'époque, et céder des parts.
En 1909, C. Woermann reprit la société commerciale Damara et Namaqua Handelsgesellschaft mbH, y compris la maison Woermann, ainsi nommée par la suite, qui est aujourd'hui un monument national et l'une des curiosités de Swakopmund (Namibie). Rebaptisée Woermann, Brock & Co, la société commerciale a d'abord été dirigée par Adolph Woermann, son frère Eduard et ses beaux-frères Max Brock et Arnold Amsinck. À partir de 1960, Konrad Woermann, puis ses fils Jesko Woermann et Ingo Woermann à partir de 1998, ont poursuivi l'entreprise sous le nom de "Woermann & Brock". Aujourd'hui, il s'agit d'une des plus grandes chaînes de supermarchés en Namibie.

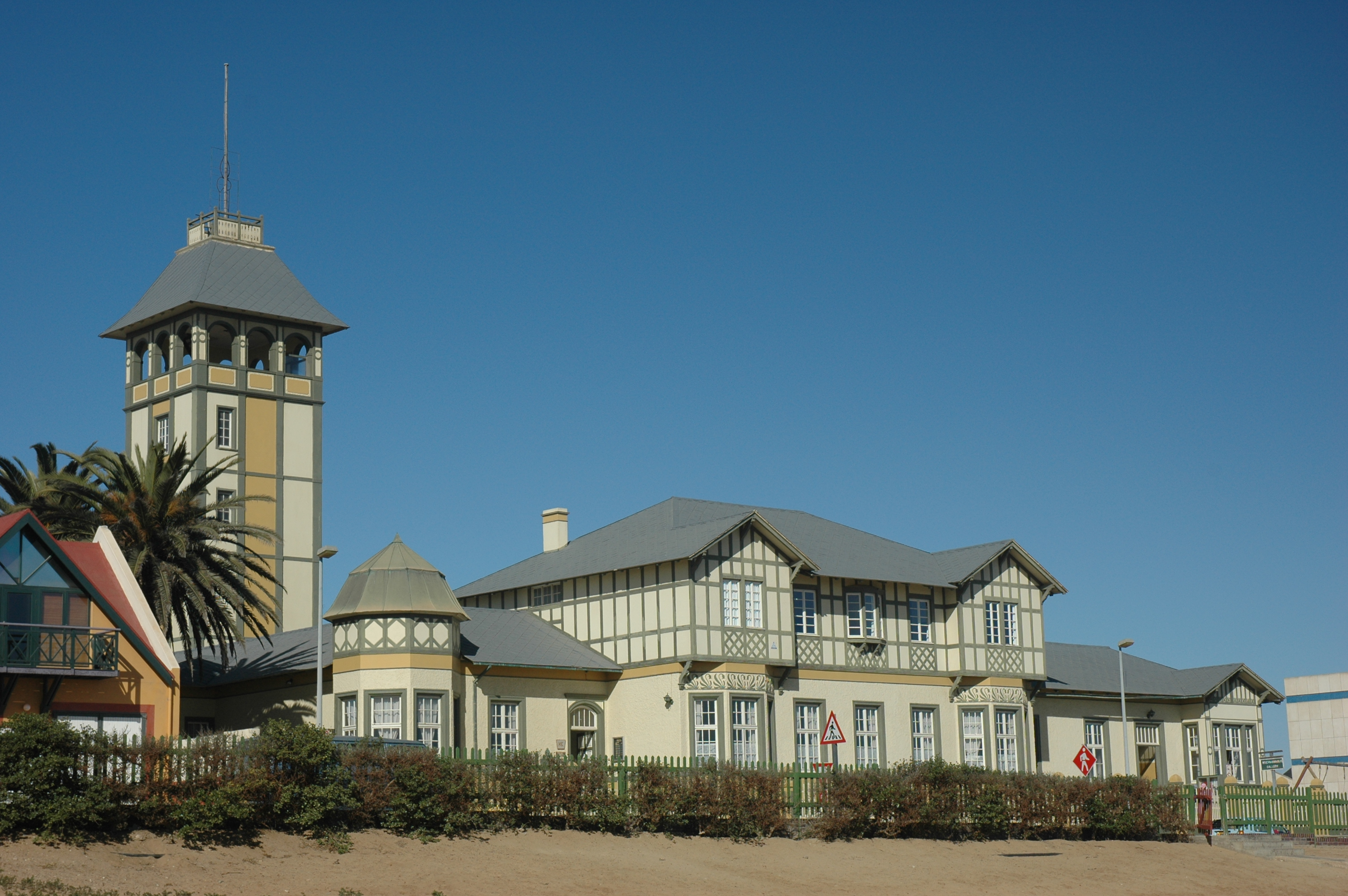
Maison Woermann à Swakopmund.

Après la mort d'Adolph Woermann, les entreprises furent reprises par son frère Eduard Woermann et le fils d'Adolph, Kurt Woermann. Lorsque la Première Guerre mondiale éclata en 1914, la Woermann-Linie possédait 29 navires destinés à la navigation en Afrique de l'Ouest et du Sud-Ouest ainsi que 11 navires côtiers. (A titre de comparaison, les trois lignes allemandes d'Afrique de l'Ouest, la Woermann-Linie, la Hamburg-Afrika-Linie et la Bremer Westafrika-Linie possédaient en 1911 un total de 107 bateaux à vapeur ; les lignes anglaises disposaient de 349 bateaux à vapeur). La DOAL possédait à cette date 23 bateaux à vapeur. 
La fin des grandes lignes maritimes intervint avec la Première Guerre mondiale, au cours de laquelle les compagnies perdirent presque tous leurs navires. Entre les deux guerres mondiales, les lignes ne retrouvèrent que partiellement leur position antérieure, avant que la Seconde Guerre mondiale n'entraîne de nouvelles pertes. Après la Seconde Guerre mondiale, la DOAL fut absorbée par la Deutsche Afrika-Linien/John T. Essberger, dont le logo représente le drapeau de la DOAL au premier plan. La compagnie maritime Woermann fut encore active pendant quelques années et fut finalement vendue avec ses droits de ligne à une société belge dans les années 1980.
L'entreprise commerciale C. Woermann a également dû être restructurée de fond en comble à plusieurs reprises au cours du 20e siècle, principalement en raison des pertes subies pendant les guerres mondiales. Aujourd'hui, la société C. Woermann GmbH & Co. KG est une entreprise d'import-export de taille moyenne, spécialisée principalement dans les pièces automobiles, les machines et l'acier. Elle travaille en Afrique avec plusieurs entreprises du même nom au Nigeria (depuis 1954), au Ghana (depuis 1966) et en Angola (depuis 2005).

## Héritage
En 1885, Alexander Pagenstecher a donné le nom d'Adolph Woermann au chien volant à longue langue de Woermann (Megaloglossus woermanni).